# (13799) 1998 VC34
(13799) 1998 VC34 est un astéroïde de la ceinture principale d'astéroïdes découvert en 1998.

## Description
(13799) 1998 VC34 a été découvert le 14 novembre 1998 à Uenohara, Yamanashi, ville de la préfecture de Yamanashi, au Japon, par Nobuhiro Kawasato.

### Caractéristiques orbitales
L'orbite de cet astéroïde est caractérisée par un demi-grand axe de 2,88 UA, un périhélie de 2,73 UA, une excentricité de 0,05 et une inclinaison de 1,05° par rapport à l'écliptique. Du fait de ces caractéristiques, à savoir un demi-grand axe compris entre 2 et 3,2 UA et un périhélie supérieur à 1,666 UA, il est classé, selon la JPL Small-Body Database, comme objet de la ceinture principale d'astéroïdes.

### Caractéristiques physiques
(13799) 1998 VC34 a une magnitude absolue (H) de 14,7 et un albédo estimé à 0,335.